# Регазификационный СПГ-терминал Саут-Хук

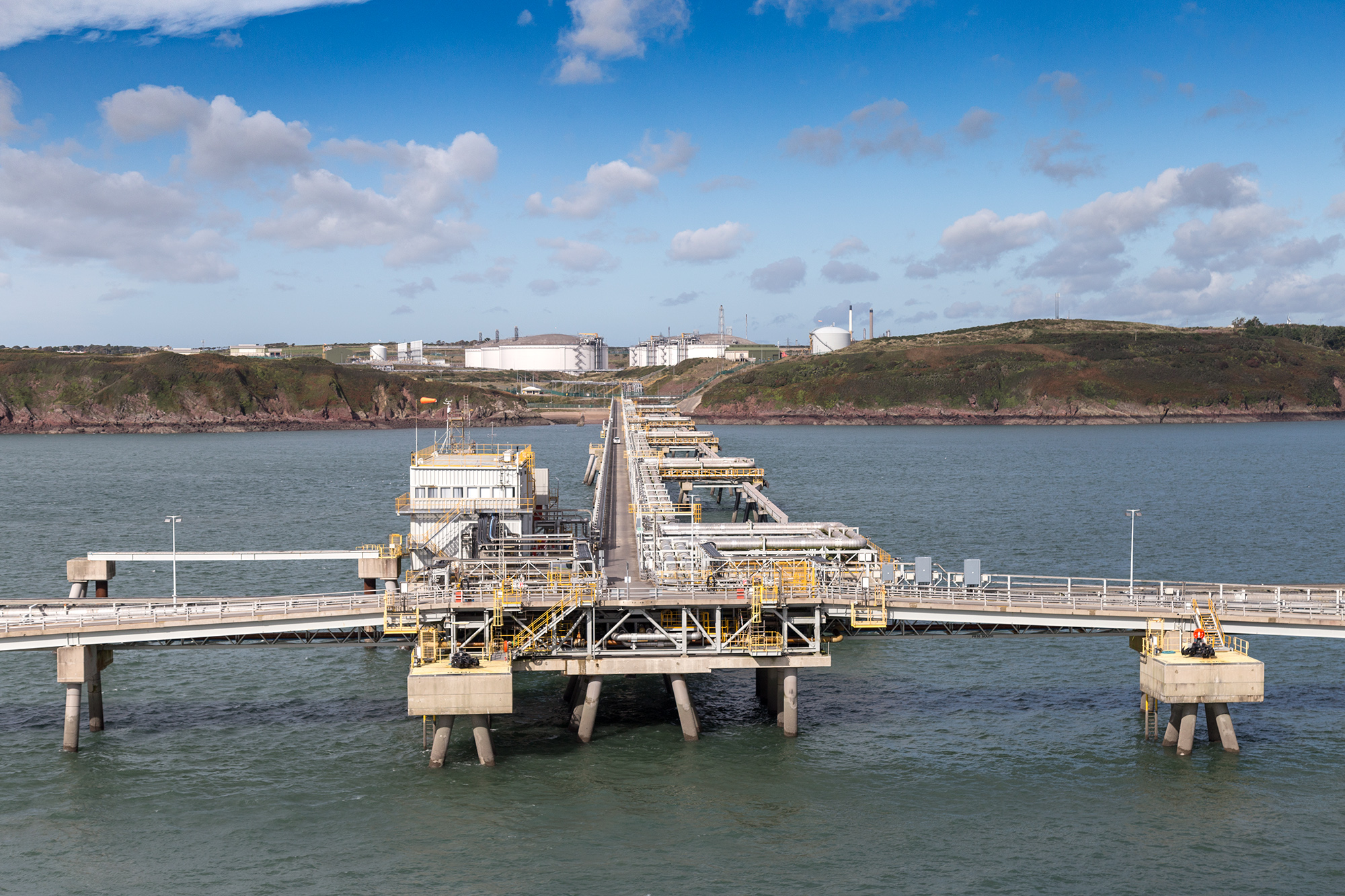
Регазификационный терминал Саут-Хук

Регазификационный СПГ-терминал Саут-Хук (South Hook LNG terminal - англ) находится на юго-западе Уэльса, в Великобритании, недалеко от города  Милфорд-Хейвен. Предназначен для приёма сжиженного природного газа (СПГ) с танкеров-газовозов, его последующей регазификации и передачи в газопровод Южный Уэльс. Это самый большой терминал СПГ в Европе.

## История
ExxonMobil объявила о планах по постройке регазификационного терминала в бухте Милфорд-Хейвен, являющейся одной из самых глубоких гаваней в мире, в апреле 2003 года.  Строительство началось в конце 2004 года, на месте, где ранее располагался нефтеперерабатывающий завод  Esso, выведенный из эксплуатации в конце 1980-х годов.
Первый этап проекта включал строительство одного причала, трех резервуаров для хранения СПГ и восьми испарителей для его регазификации. В ходе второго этапа был построен ещё один причал, два резервуара, и семь испарителей.
Первый этап был закончен в октябре 2009 года. Второй - в апреле 2010 года.
Терминал принял первый СПГ-танкер 20 марта 2009 года.

## Техническое описание
Терминал  включает в себя два причала для разгрузки СПГ-танкеров вплоть до типа Q-Max, пять резервуаров типа full-containment для хранения СПГ, объёмом по 155 000 тыс. кубометров каждый, и регазификационную установку, состоящую из пятнадцати испарителей типа SCV (Испаритель горения погружного типа. Submerged Combustion Vaporiser — англ).  Эти испарители работают за счёт сгорания газа, вследствие чего потребляют до 1,5 % сырья на собственные нужды.
Проектная мощность терминала —  15,6 млн тонн СПГ в год (21 миллиард кубометров природного газа после регазификации), что составляет пятую часть потребностей Великобритании в природном газе.

## Владелец
Терминал принадлежит компании South Hook LNG Terminal Company Ltd. Структура собственности: Qatar Petroleum - 67,5%, ExxonMobil - 24,15%  и Total - 8,35%. 

## Коммерческая эксплуатация
Терминал Саут-Хук является частью интегрированного проекта Qatargas-2. Основной источник СПГ для него -  линии сжижения газа №4 и №5 этого проекта.
В мае 2014 года RasGas и E.ON заключили сделку на 2 млрд кубометров газа, который должен быть поставлен на терминалы  IOG или Саут-Хук в течение четырех лет. Это первый случай, когда компания - "сестра" Qatargas поставляет свою продукцию на рынок Великобритании. До этого компании делили рынки между собой, и не торговали на "чужой" территории.